# Паттерсон, Айзек Ли
Айзек Ли Паттерсон (англ. Isaac Lee "Ike" Patterson, 17 сентября 1859, округ Бентон, штат Орегон — 21 декабря 1929, Эола, штат Орегон) — американский политик, 18-й губернатор Орегона в 1927—1929 годах. Член Республиканской партии.
Будучи уроженцем Орегона, с 1918 по 1922 год Айзек работал в Законодательной ассамблее Орегона и был фермером в долине Уилламетт.

## Ранние годы
Айзек родился 17 сентября 1859 года в поместье своей семьи в Кингс-Вэлли в сельском округе Бентон. Его родители, Фрэнсис А. и Кэролайн (урожденная Татум) были эмигрантами на территории Орегона, совершив путешествие по суше из своего предыдущего дома в Белвью, штат Иллинойс. До 18 лет работал на отцовской ферме. Позже Айзек в течение одного года учился в христианском колледже Монмута. Он работал продавцом в продуктовом магазине в Индепенденсе, а позже заработал там должность делового партнера. Его участие в продуктовом магазине продлилось 22 года. 12 мая 1886 года он женился на Мэри Элизабет Вудворт, у них родилось двое детей.

## Карьера в политике
В 1898 году Паттерсон занялся политикой, добившись избрания в Сенат штата Орегон, представляющем графство Марион. В то время он был одним из самых молодых законодателей штата, когда-либо избранных, поскольку он был приведен к присяге в возрасте 32 лет. В 1898 году президент Уильям Мак-Кинли назначил Паттерсона на должность сборщика таможенных пошлин округа Портленд; в 1902 году он был вновь назначен на эту должность президентом Теодором Рузвельтом, которую занимал до 1906 года.
В 1899 году Паттерсон продал свою долю в продуктовом магазине и купил ранчо площадью 300 акров (1,2 км2) в сельском округе Полк. Ферма оказалась прибыльной и проложила путь для более позднего предприятия Паттерсона в успешный бизнес по производству шерсти и шкуры в Портленде.
После того как Айзек оставил должность сборщика таможни, он начал управлять своими делами и продолжал политическую работу внутри Республиканской партии. В 1918 году граждане округов Бентон и Полк избрали его представителем своего округа, вернув его в Сенат штата. В Сенате он продвинулся вверх и стал председателем Комитета по путям и средствам.

## Губернатор Орегона
В 1922 году Паттерсон попытался обеспечить выдвижение республиканцев на пост губернатора, заняв третье место на предварительных выборах в гонке из пяти человек. Несмотря на такой плохой результат, Паттерсон имел прочные связи со старой гвардией партии. В 1924 году он стал председателем Центрального комитета Республиканской партии штата Орегон, а затем возглавил президентскую кампанию Калвина Кулиджа в Орегоне.
Его авторитет по всему штату повысился, и это помогло ему в 1926 году выдвинуть свою кандидатуру на пост губернатора от республиканцев. На ноябрьских выборах 1926 года Паттерсон победил демократа Уолтера М. Пирса.
Пользуясь поддержкой президента Кулиджа, губернатор Паттерсон управлял штатом консервативно в финансовом отношении. К 1920 году государство впервые в своей истории сбалансировало свой бюджет. Его администрация, в частности, продолжала улучшать государственные дороги и автомагистрали, установила государственную систему высшего образования и распорядилась о раздельном размещении в системе тюрем штата взрослых и несовершеннолетних преступников.
Его считали популярной и уважаемой фигурой как соперники, так и сторонники, но 21 декабря 1929 года он внезапно скончался в офисе от пневмонии; был похоронен в мавзолее Маунт-Крест-Аббатство в Сейлеме.